# Ngỗng Toulouse

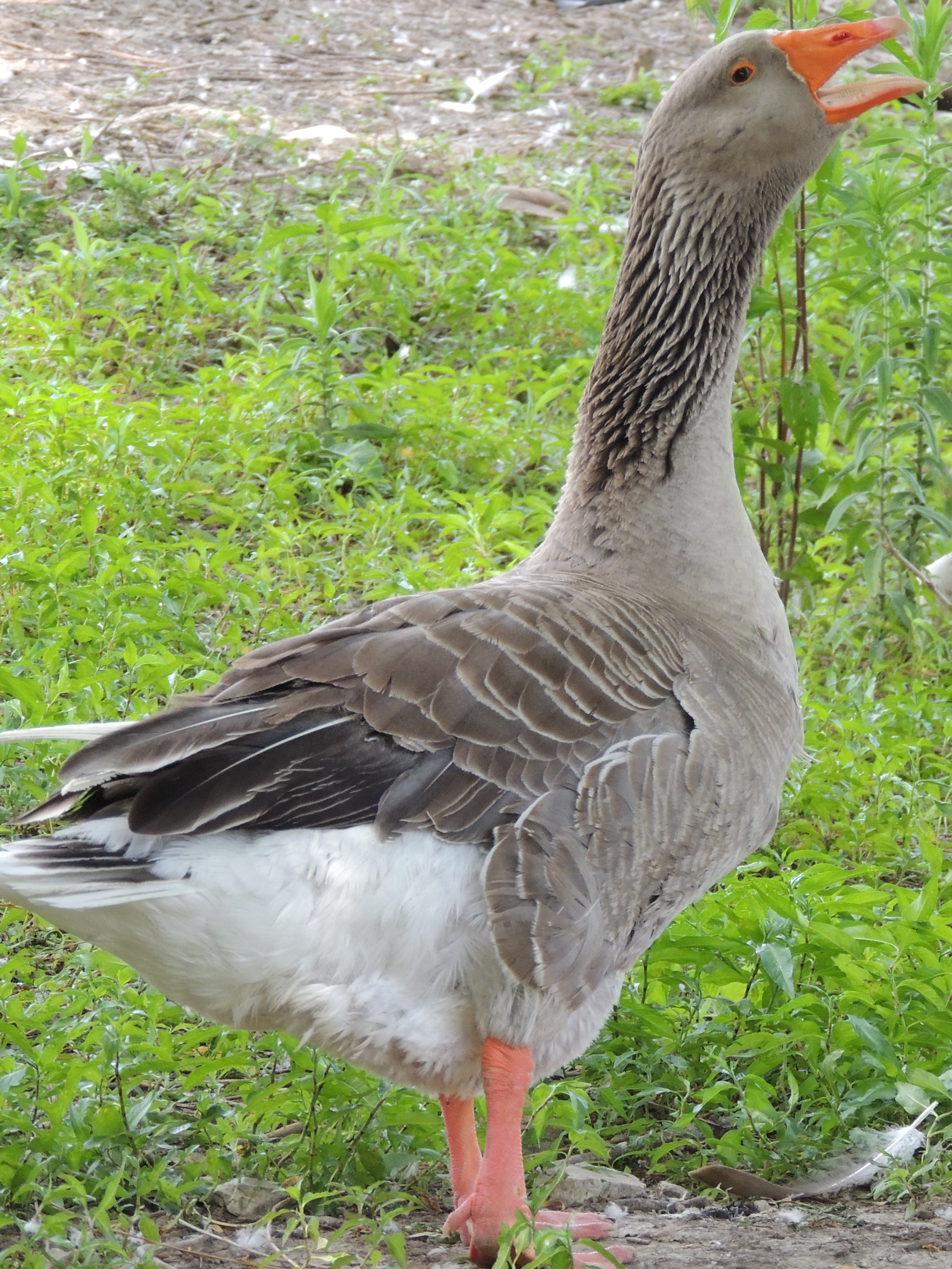
Ngỗng Toulouse ở sở thú Niabi

Ngỗng Toulouse là một giống ngỗng thuần chủng có nguồn gốc gần Toulouse ở miền Tây Nam nước Pháp. Hai dòng thuộc giống ngỗng này được ghi nhận gồm một loại công nghiệp nặng: Oie de Toulouse à bavette và một loại nông hơi nhẹ hơn mà Oie de sans Toulouse bavette. Cả hai loại đều lớn xác với trọng lượng lên đến 9 kg, là một con gia cầm lớn, với trọng lượng lên đến 9 kg và được biết đến với sự xuất hiện của nó chậm chạp và bàn chân lớn lạch bạch. 

## Lịch sử

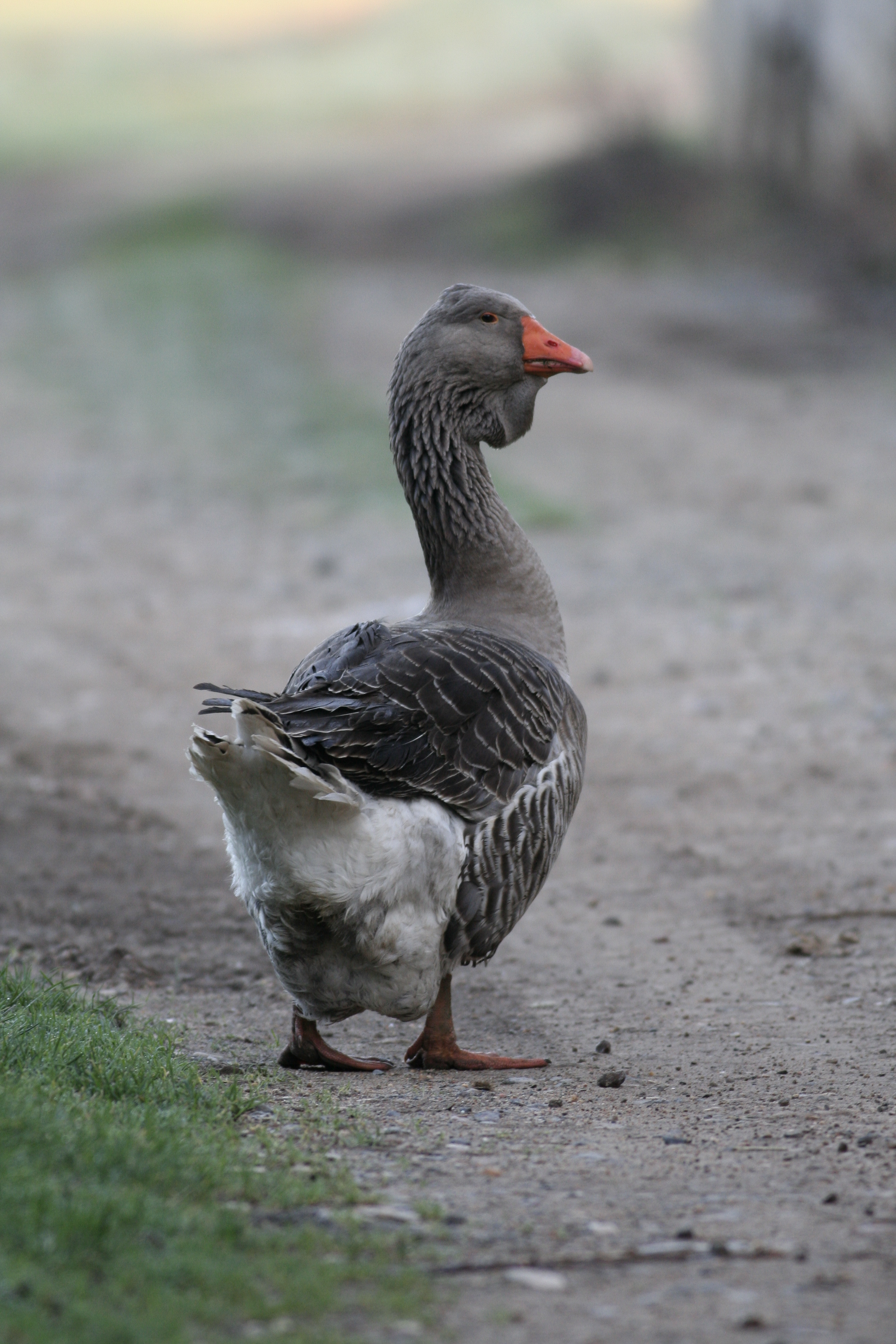
Một con ngỗng Toulouse

Chúng có nguồn gốc từ ngỗng xám. Nguồn gốc của giống ngỗng này rất cổ xưa và có thể ghi nhận là có nguồn gốc từ những năm 1555. Các giống đã được đưa đến Vương Quốc Anh lần đầu tiên bởi Lord Derby năm 1840, những người nhập khẩu một số người trong số chúng đến Anh, và từ sau đó trở về sau ngỗng Toulouse Pháp đã được sử dụng như chăn nuôi các đàn giống với các con cháu của chúng từ năm 1894, Những nhà chăn nuôi của Anh đã lai tạo ra một giống ngỗng lớn. Các con ngỗng Toulouse ở Pháp, mặc dù được nuôi giữ với số lượng nhiều, đã không bao giờ khá ngang bằng với trọng lượng như vậy. 

## Đặc điểm

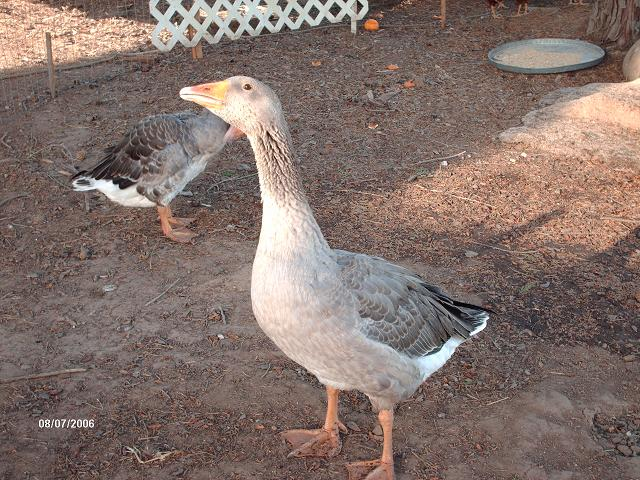

Những con ngỗng này thường có khuynh hướng điềm tĩnh, với những hậu duệ mà nó không phát triển mạnh trong đàn giống hỗn hợp. Ngỗng tích cực hơn rất nhiều khi đưa nó đi giao phối và đôi khi dẫn đến của nó bị mất trong lúc máng cho ăn. Đây là giống ngỗng rất thuần hóa, chúng không cần một cái ao. Tuy nhiên, là loài thủy điểu (thủy cầm), chúng yêu thích tắm và chơi trong nước và cũng sẽ giao phối trong nước. Chúng không phải là những con vật lang chạ mà thích ở loanh quanh gần nhà, làm cho chúng là giống lý tưởng cho một khu vườn lớn hoặc một vườn cây ăn trái, nơi chúng sẽ phát triển mạnh.
Giống ngỗng này khá cá tính, những con ngỗng phát triển mạnh trong hỗn hợp đàn gia cầm (bầy hỗn hợp) và thường trở nên nặng nề, hung dữ hay cắn và kêu la um xùm, trong khi những cá thể khác là điềm và muốn theo xung quanh các con vịt nhỏ hơn. Ngỗng Toulouse là các giống được sử dụng để sản xuất gan béo foie gras. Giống này cho trứng tốt là một lớp tốt tuyệt vời của trứng, sản xuất nhiều hơn so với khác giống ngỗng lấy trứng khác. Chúng hiếm khi có vấn đề sản xuất trứng mỡ, mặc dù những vấn đề có thể xảy ra trong thời tiết khắc nghiệt trong mùa đông và mùa xuân. Trung bình ngỗng Toulouse đẻ trứng 20-35 mỗi năm, những con ngỗng này thường không phải là người chăm nom tốt.